# Зворотний відлік (фільм, 1967)
«Зворотний відлік» (англ. Countdown) — кінофільм, фантастична драма режисера Роберта Олтмена, поставлений за мотивами роману  Хенка Сірлса «Проект Пілігрим». Перший повнометражний фільм Роберта Олтмена. Перед остаточним монтажем картини режисер був відсторонений від роботи керівництвом компанії Warner Brothers і закінчували роботу продюсери. Картина, знята в псевдодокументальному стилі, стала першим вільним трактуванням подій, які стосуються  космічної гонки.

## Сюжет
NASA у великому поспіху готує до запуску проект «Аполлон». Тренування трьох астронавтів: Чиза, Ріка і Лі — несподівано припиняються. З'ясовується, що в СРСР готові запустити людину на Місяць вже через чотири тижні. За такий короткий термін підготувати «Аполлон» є неможливим і в дію вступає запасний план («Пілігрим»). Одна людина буде відправлена на Місяць в уже випробуваному апараті «Джеміні», який переобладнують в посадковий модуль, без можливості повернутися назад. Астронавт залишиться на поверхні супутника Землі приблизно на рік, в спеціально підготовленому притулку; до тих пір, поки не буде готовий модуль «Аполлон», який забере сміливця назад.
Президент дає добро на проект «Пілігрим», але виникає дискусія. Білий дім несподівано переграє плани послати першим Чиза, так як він полковник військово-повітряних сил. Уряд же хоче бачити першою людиною на Місяці цивільну особу. Проти виступає лікар NASA Гас, який стверджує, що Лі не готовий, але керівництво приймає вольове рішення. У ролі першого підкорювача Місяця вибирають Лі Стеглера, якого спішно починає готувати Чиз. Стартувати першими США все одно не вдається. СРСР запускається ще на тиждень раніше, ніж очікувалося.
Ракета з притулком для космонавта («рятувальною шлюпкою») стартує успішно і благополучно доставляє вантаж на поверхню. Далі в дорогу вирушає Лі Стеглер. Космічний апарат з астронавтом на борту переходить на орбіту і Лі не виявляє сигналу маяка вантажної ракети. Однак, він вводить в оману командний центр повідомивши, що вантажна ракета виявлена, і починає процедуру примісячення. Посадка проходить не зовсім успішно, і радіоапаратура виходить з ладу. Тепер у Лі є тільки скафандр з запасом кисню на три години. Він вирушає на пошуки вантажної ракети і по дорозі виявляє радянський космічний апарат, який розбився. На його борту він знаходить трьох мертвих космонавтів. Лі забирає радянський прапор і разом з американським прапором встановлює його на камені неподалік від місця аварії.
Кисень і надії на порятунок тануть. Нарешті, Лі помічає сигнал маяка. У заключній сцені він наближається до вантажної ракети.

## У ролях
- Джеймс Каан — Лі Стеглар
- Джоанна Мур —  Мікі Стеглер
- Роберт Дюваль —  Чиз
- Барбара Бакслі —  Джин
- Чарльз Ейдмен —  Гас
- Стів Інат —  Рос Дьюлаі
- Майкл Мерфі —  Рік
- Тед Найт —  Волтер Ларсон

## Історія створення
«Зворотний відлік» став першим повнометражним фільмом Олтмена, знятим в той момент його творчої біографії, коли він був на роздоріжжі. У 1957—1963 роках Олтмен працював на телебаченні, помічником режисера і режисером телевізійних серіалів. У 1963 році Олтмен вирішив закінчити кар'єру на телебаченні, оскільки вважав, що не може повноцінно реалізувати себе, і досить довго не міг знайти роботу в якості режисера кіно. Кілька проектів зірвалося, в їх числі картина «Петула», від якої Олтмен відмовився, тому її віддали Річарду Лестеру. Нарешті, у 1966 році, кіностудія Warner Brothers вирішила екранізувати роман Хенка Сірлс «Проект „Пілігрим“» в рамках малобюджетної програми, якою керував Вільям Конрад. Продюсер запросив в якості режисера Олтмена, якому сподобалася книга і він вирішив, що з цього матеріалу можна зняти цікавий фільм. За оцінкою Олтмена бюджет картини не перевищував $ 1,25 млн.
На головні ролі були запрошені вже добре відомі Роберт Дюваль і Джеймс Каан. На другорядні, зарекомендували себе по зйомках на телебаченні, Джоанна Мур, Барбара Бакслі, Чарльз Ейдмен. Зйомки пройшли в 1967 році. Місячні пейзажі були зняті в пустелі Мохаве. Частина павільйонних зйомок пройшла на мисі Канаверал і в Х'юстоні. В ході підготовки до зйомок і виробництва творці картини консультувалися з фахівцями NASA. Інтер'єри місячного модуля були зняті всередині справжнього модуля «Джеміні».
В ході зйомок Олтмен проявив підхід до управління творчим процесом, нехарактерним для кіноіндустрії того часу. Так, наприклад, він не дотримувався строго сценарію і заохочував імпровізацію. У діалогах режисер дозволяв акторам говорити одночасно, так як вважав, що це надає більше природності сцені. Президент Warner Brothers Джек Ворнер не оцінив своєрідності авторського стилю Олтмена. Стверджують, що він подивившись чорнові матеріали відгукнувся про них так: «що за ідіот дозволяє акторам говорити на сцені одночасно» і віддав наказ не пропускати Олтмена через прохідну кінокомпанії.
Перед остаточним монтажем картини Олтмен був звільнений з посади режисера. Остаточний монтаж здійснили продюсери Джеймс Лідон і Вільям Конрад. При цьому кінцівка змінилася на протилежну за змістом. Творець спочатку задумав парадоксальний і трагічний фінал. Лі Стеглер бачить маяк і притулок, але, не доходячи до нього, розвертається і йде в протилежному напрямку, на вірну смерть. Після втручання керівництва Warner картина закінчувалася хеппіендом. Для цього знадобився ще один знімальний день, щоб можна було коректно зняти і змонтувати іншу кінцівку. Також було вирізано близько 30 хвилин матеріалу, включаючи невдалі, з точки зору кінокомпанії, діалоги героїв. Існує також альтернативна версія подій біографа режисера Патріка МакГіллігана про те, що все було зроблено з відома Олтмена і він сам дав добро продюсерам картини на той варіант монтажу, який їх влаштує.
Олтмен згодом згадував, що в кінодебюті був і свій позитивний досвід. Як він висловився, з'явилися перші «бойові шрами» в сутичці з кінокомпаніями, які допомогли йому вистояти в майбутньому. Режисер не вважав «Зворотний відлік» своєю роботою і не включав його до своєї фільмографії. Наступну свою картину Олтмен зняв в Канаді і продюсувала її невелика незалежна компанія.
Фільм був знятий на кольорову 35-мм плівку (Panavision). «Зворотній відлік» вийшов на екрани в лютому 1968 року (за рік до місії «Аполлон»). В американському прокаті вона йшла в одному сеансі за один квиток (так звана система double bill) з картиною Джона Вейна «Зелені берети», що пізніше було розцінено як невдалий збіг обставин. Картина Вейна отримала вкрай низькі оцінки, як глядачів, так і критиків, і швидко була знята з прокату. Через рік «Зворотній відлік» знову вийшов у прокат окремо, але момент був упущений.
Як такого DVD релізу картини не було. У 2009 році Warner Brother відкрила доступ до своєї колекції архівних фільмів. Бажаючі могли замовити фільми з великого списку, серед яких був і «Зворотний відлік». На DVD диску був записаний лише фільм з мінімальним оформленням (без меню і будь-яких додаткових матеріалів) і трейлер.

## Критика
У 1968 році на екрани вийшли відразу дві етапні для жанру роботи «Планета мавп» і «Космічна одіссея 2001 року». «Зворотній відлік» залишився в тіні цих робіт і не був особливо відмічений критикою. Тільки значно пізніше картина, коли творчість Роберта Олтмена вже стала визнаною класикою нової хвилі Голлівуду, картина знову привернула до себе увагу.
Фільм отримав головним чином негативні відгуки критики. Говард Томпсон (New York Times) не знайшов в картині нічого привабливого. Режисуру він назвав «апатичною», Місяць на екрані порівняв з смітником, а залучення непересічного акторського ансамблю визнав марною тратою коштів. Роджер Еберт у своїй рецензії написав про те, що по фільму складно здогадатися, що його знімав режисер майбутніх шедеврів «ВПГ» і «Нешвілл». Тільки кінцівка представляє певний інтерес, а все інше — нудно. Зав'язка могла дозволити зняти цікаву космічну пригоду, але картина складається з млявих діалогів і не є переконливою в сюжеті. Сцену, в якій герої слухають виконавця кантрі, критик назвав типовою для картини і наскрізь фальшивою. Оглядач журналу Slant відгукнувся про те, що на цей сумний фільм можна подивитися тільки через першого екранного протистояння Джеймса Каана і Роберта Дюваля (за чотири роки до «Хрещеного батька»).

Фільм виглядає так, немов режисер не міг зосередитися на основній темі. Першу годину займають порожні діалоги. Немає ні напруги, ні гумору, ні саспенсу. «Зворотній відлік» не виглядає космічною трагедією, а скоріше пересічною картиною про інтриги в корпоративній сфері. Тільки заключні сцени в яких Каан намагається вижити в подорожі по Місяцю якось рятують фільм.
Оригінальний текст (англ.)
But the film seems oddly unfocused, and the first hour is given over to barren stretches of flat, everyday dialog. There's no tension, no real conflict, no humor, no sus¬pense. "Countdown" does not feel like a space adventure, but like an oddly low-keyed exercise in corporate infighting. Only the climactic scenes, with Caan surviving a risky space flight and then wandering through the moonscape, really engage our interest.

Критики вельми негативно відгукнулися про спецефекти, якість яких слабка для 1960-х років. Тут необхідно врахувати бюджетні обмеження творців картини. Вони навіть не намагалися створити складні ефекти, пов'язані з мініатюрними моделями і імітацією невагомості.
Критик Variety відгукнувся в рецензії про непогане зображення людського конфлікту і тонко опрацьований сценарій. Гленн Еріксон (ресурс dvdsavant), перш за все відзначив нестандартний погляд на проблему протистояння СРСР-США. Фільм створювався в той момент, коли ще не було відомо хто переможе в космічній гонці, і він став цікавим портретом настрою своєї епохи. Режисер фільму підкреслює те, що противники насамперед цікавилися політичною стороною місячної місії, пріоритетом і тільки в другу чергу проблемами людей і науковими результатами. Цікавим для глядача в картині стає те, як поводяться професіонали, які опинилися в настільки нетиповій ситуації.
У центрі сюжету зіткнення між Чизом і Лі — двома головними героями. Чиз повинен був стати главою експедиції, а Лі Стеглер його підлеглим, але ситуація змінюється і колишні друзі стають противниками. Чиз одержимий ідеєю польоту в космос, готовий заради неї піти на все, але підкоряється наказам. Лі демонструє чисто людську і не зовсім раціональну поведінку, що виявляється в той момент, коли втрачається зв'язок з командним центром і астронавт зважується на посадку. Знахідкою режисера стало те, що Чиз стає тренером Лі Стеглера і намагається загнати його в тренуваннях надмірним фізичним навантаженням. Відчайдушний протест Чиза стає проявом улюбленого прийому Олтмена режисера, того, що критик Норман Коган назвав анти-жанровим підходом. Якщо «ВПГ» можна назвати противоєнним фільмом, то «Зворотній відлік» антижанровий фільм на фантастичну тему.
Значну роль в сюжеті грає патріотична тема. Свою роль у фільмі виконує звуковий супровід. Звичайної для проамериканського за настроєм кіно бравурної музики у фільмі немає, тільки модерний звуковий супровід сцен Леонарда Розенмана. Парадоксальним для глядача стає реакція класичного героя-професіонала, який повністю ігнорує інструкції. На відміну від Нейла Армстронга Лі Стеглер (Джеймс Каан) не говорить урочистих слів, вперше ступаючи на Місяць, втім, його ніхто і не чує — радіо не працює. Роберт Селф, в книзі, присвяченій творчості Олтмена, зазначив безсумнівний вплив, яке надало на фільм книги Артура Кларка «Кінець дитинства», вельми популярної в американському контркультурному русі 1960-х, яка висміювала ура-патріотичні настрої в суспільстві того часу.

## Визнання і значення
«Зворотний відлік» вважається першою картиною у фільмографії відомого голлівудського дисидента Олтмена, який кожною своєю роботою кидав виклик комерційному підходу в кіно. У першій ластівці «нової хвилі» Олтмен ще не відійшов від свого серіального минулого і комерційного підходу до зйомок, але багато в чому робота стала новаторською. Вона намітила перехід від фантастичних картин 1950-х, таких як «Місце призначення — Місяць» або «X-15», до нових традицій в кінофантастиці.
Фільм знятий класично, з послідовним і логічним розвитком сюжету. Олтмен вибудував цілий ланцюжок стандартних елементів сюжету. Цими кліше користувалися і користуються наступні покоління кінематографістів, що знімають фільми на космічну тематику. Тренування перед запуском. Тертя з керівництвом програми польотів. Хвилювання членів сім'ї астронавтів. Суперництво з росіянами. Політ і раптово виниклі в його ході проблеми. Щасливий порятунок місії. Все це можна зустріти в таких картинах як «Втрачені», «Хлопці що треба», «Аполлон-13» та інших.
При всьому цьому (знаючи про непросту історію виходу в прокат) у фільмі вперше з'явилися характерні елементи стилю Олтмена і почало формуватися його ім'я в авторському кіно. Сумбурно звучать діалоги, своєрідний звуковий монтаж, псевдодокументальний підхід до побудови сюжету. Вже в початкових кадрах можна побачити візитну картку: операторські наїзди на другорядні, на перший погляд, елементи мізансцени.
C точки зору наукової достовірності показані в картині події не витримують критики. Сама ідея про те, що астронавт протягом майже року буде чекати на поверхні Місяця рятувальну експедицію зовсім нереальна. Якість спеціальних ефектів також не отримали високу оцінку критиків. Проте поряд з такими фільмами як «Козеріг один» і «Діаманти назавжди» картина першою внесла свою лепту у формування історії про місячну аферу.